# Pedra de Sparlösa
A Pedra de Sparlösa (em sueco:  Sparlösastenen; pronúncia aproximada sparlêssa-stênenn) é uma pedra rúnica com texto e gravuras, datada aproximadamente para o século IX – durante a Era Viquingue, e colocada junto à Igreja de Sparlösa (Sparlösa kyrka) na Gotalândia Ocidental, a 10 km da cidade de Vara. Foi achada em 1684, tendo então sido partida ao meio e voltado a ser usada como material de construção na mesma igreja. Em 1937 foi retirada de uma parede, estando atualmente em local protegido, a 60 metros da igreja.

O texto refere uma batalha (até agora não identificada), assim como a cidade de Upsália (pela primeira vez), e as personagens históricas Alrico e Érico (citadas na Saga dos Inglingos de Esnorro Esturleu no século XIII). O sentido do texto parece ser uma exaltação do chefe na tradição germânica, realçando o seu papel religioso, militar e de continuidade social, caraterísticas personalizadas na figura do deus Odim dos povos germânicos. As gravuras mostram um cavaleiro montado a cavalo e empunhando uma espada, um barco com vela quadrada e remo-leme, uma casa de madeira (provavelmente um templo dedicado aos deuses nórdicos), e vários animais.

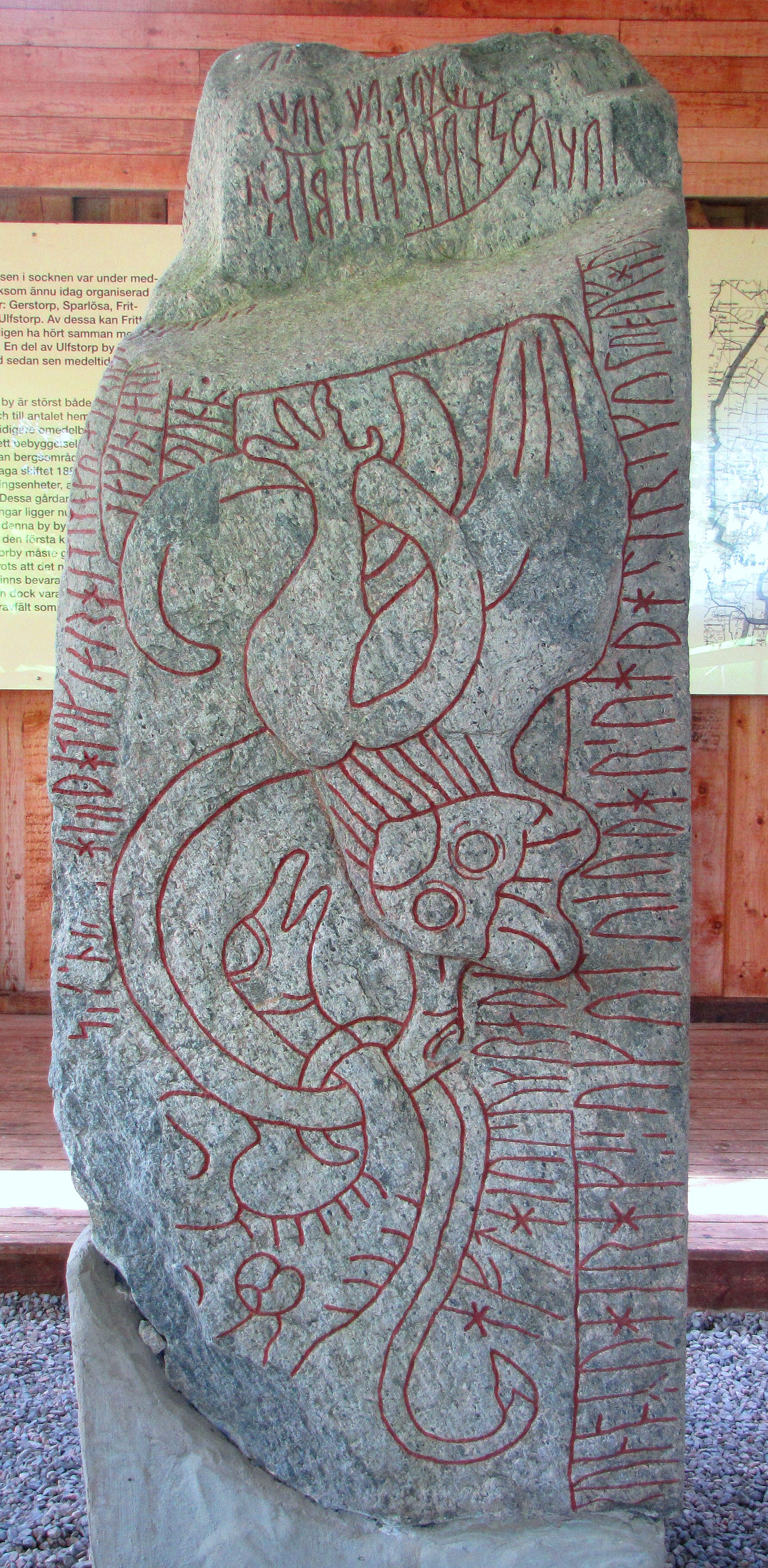
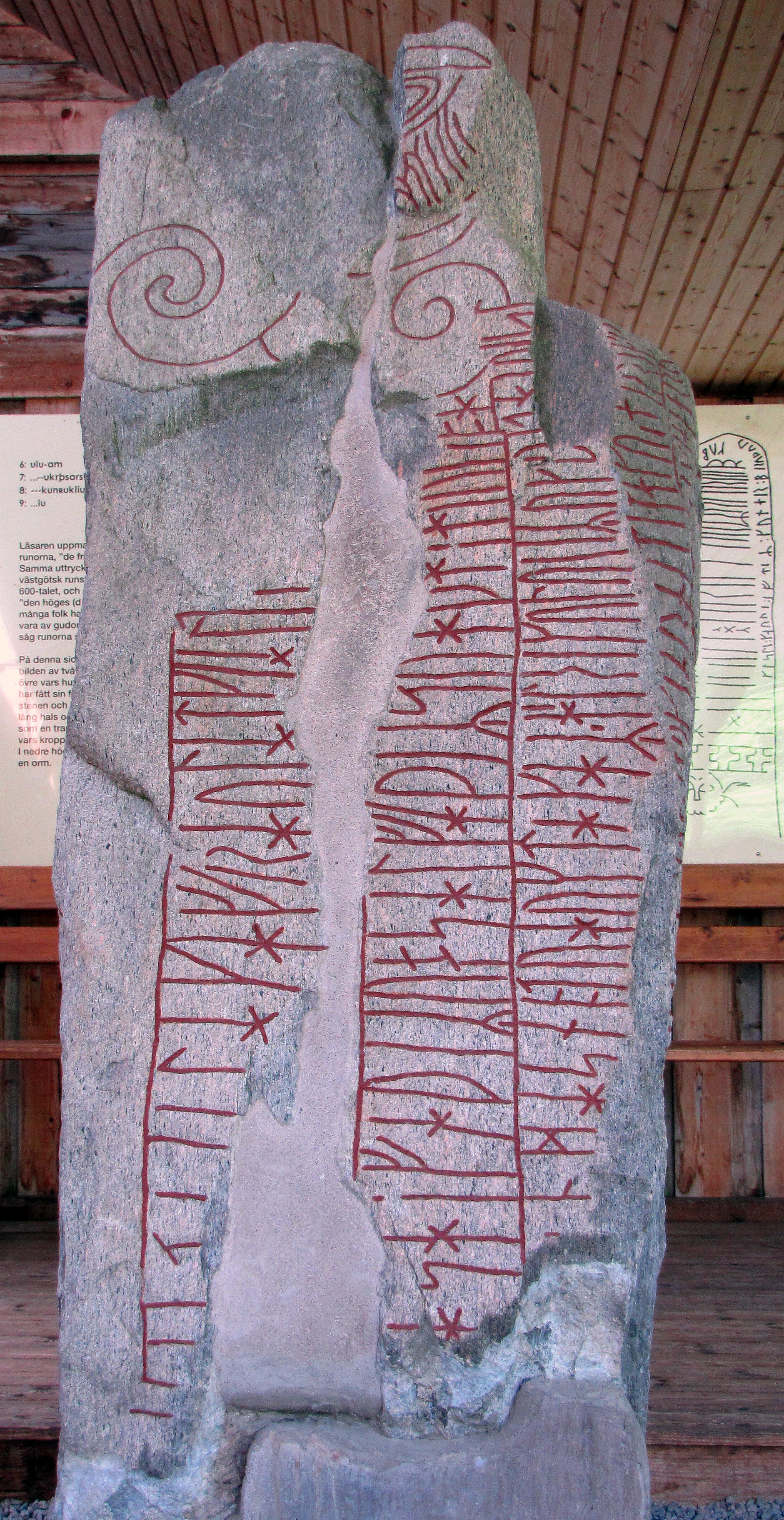
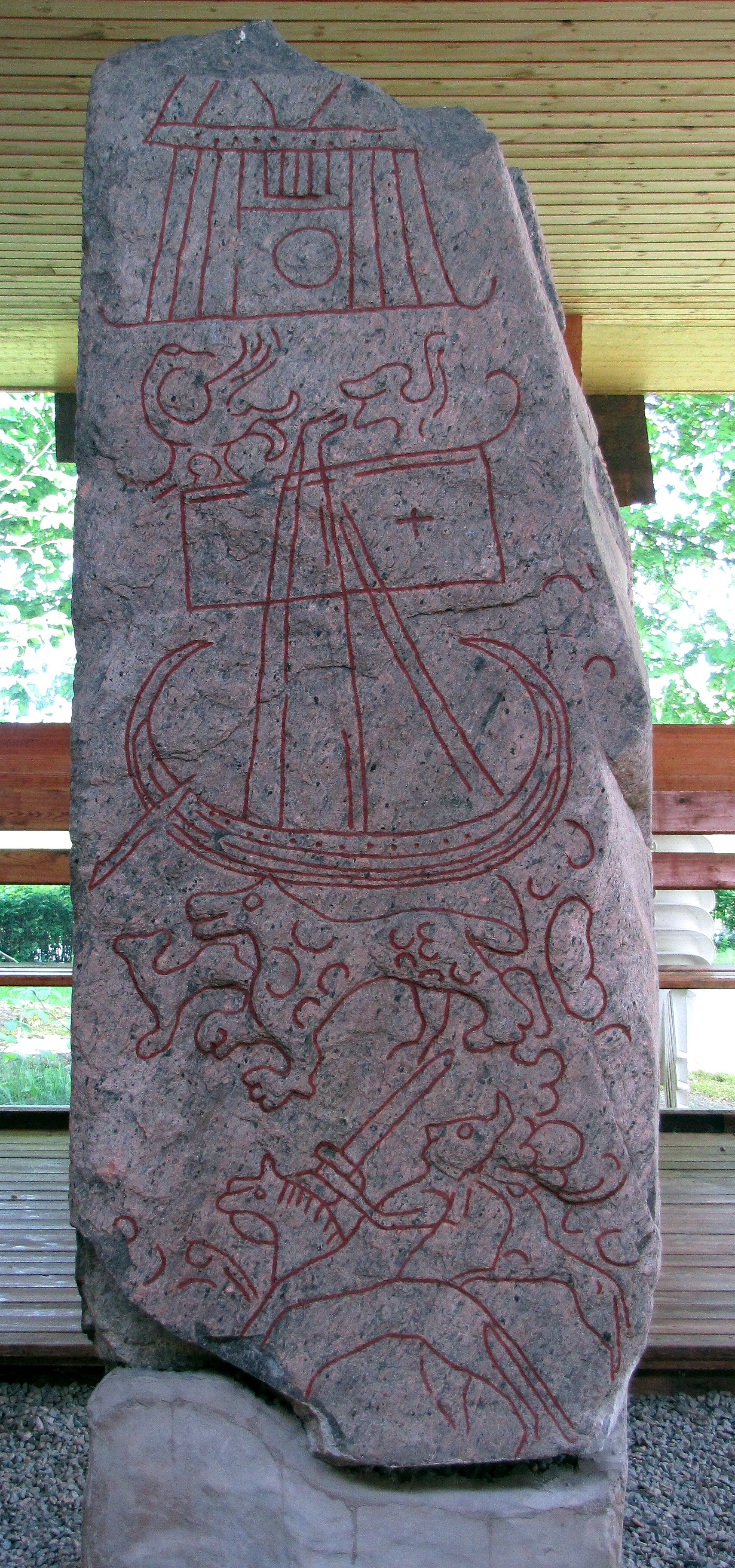
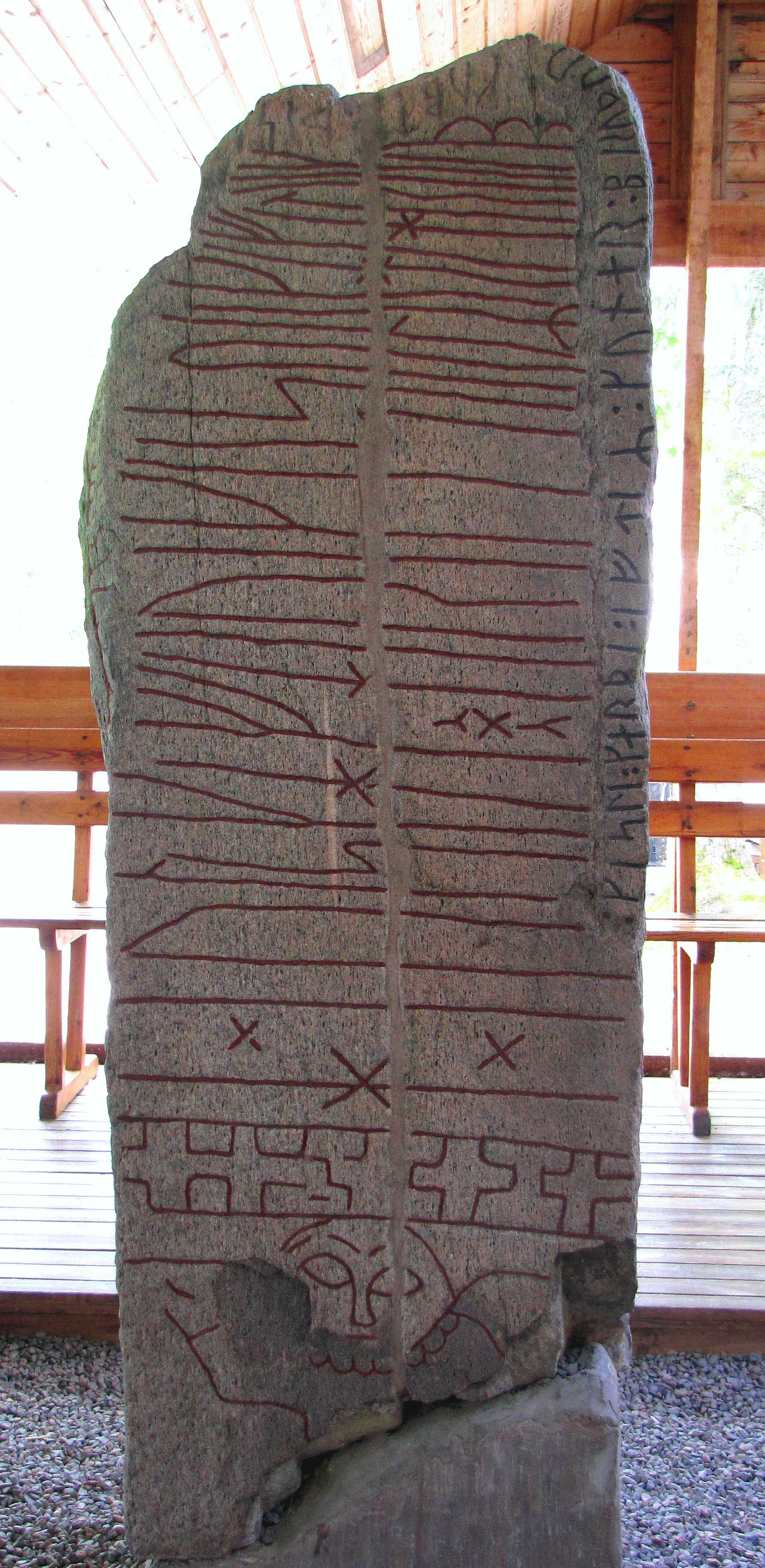